# Clermontia montis-loa
Clermontia montis-loa är en klockväxtart som beskrevs av Joseph Rock. Clermontia montis-loa ingår i släktet Clermontia, och familjen klockväxter. Inga underarter finns listade i Catalogue of Life.